# Hotell Hellman

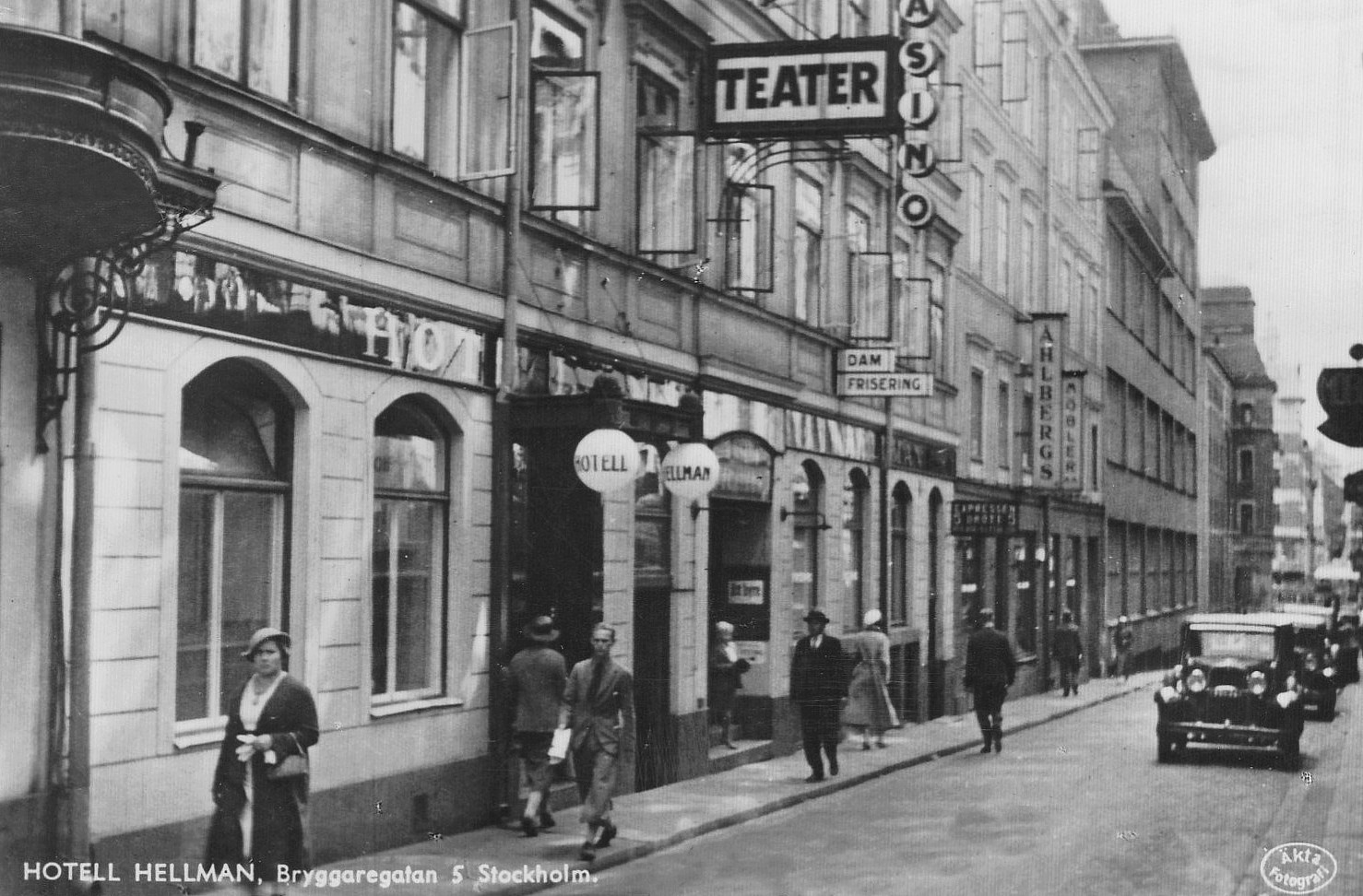
Hotell Hellman och Casinoteatern, Bryggargatan västerut, 1930-tal.

Hotell Hellman var ett hotell beläget i kvarteret Blåmannen vid Bryggargatan 5 på Norrmalm i centrala Stockholm. Hotellet öppnade 1904 och var kvar i huset till rivningen 1968. Det var här som poeten Dan Andersson och ytterligare en hotellgäst omkom i en vätecyanid-förgiftning den 16 september 1920.

## Historik

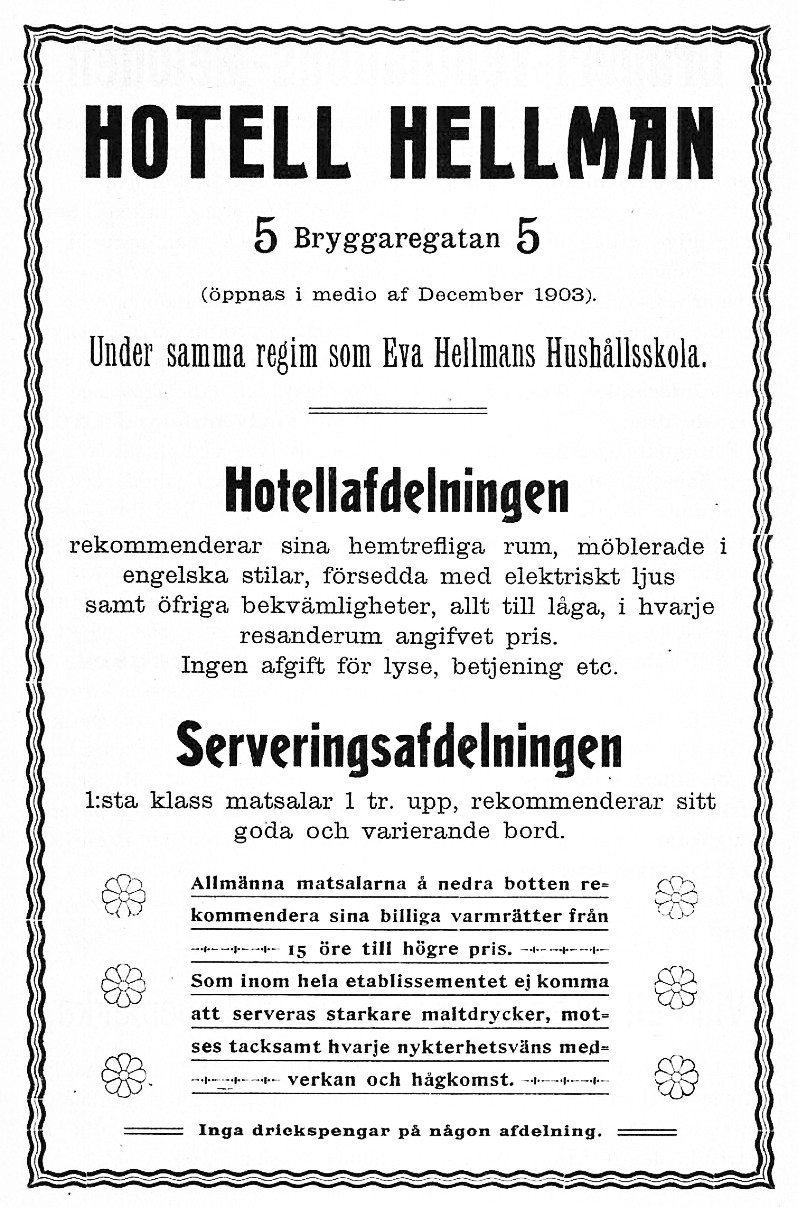
Annons i Stockholms adresskalender 1904.

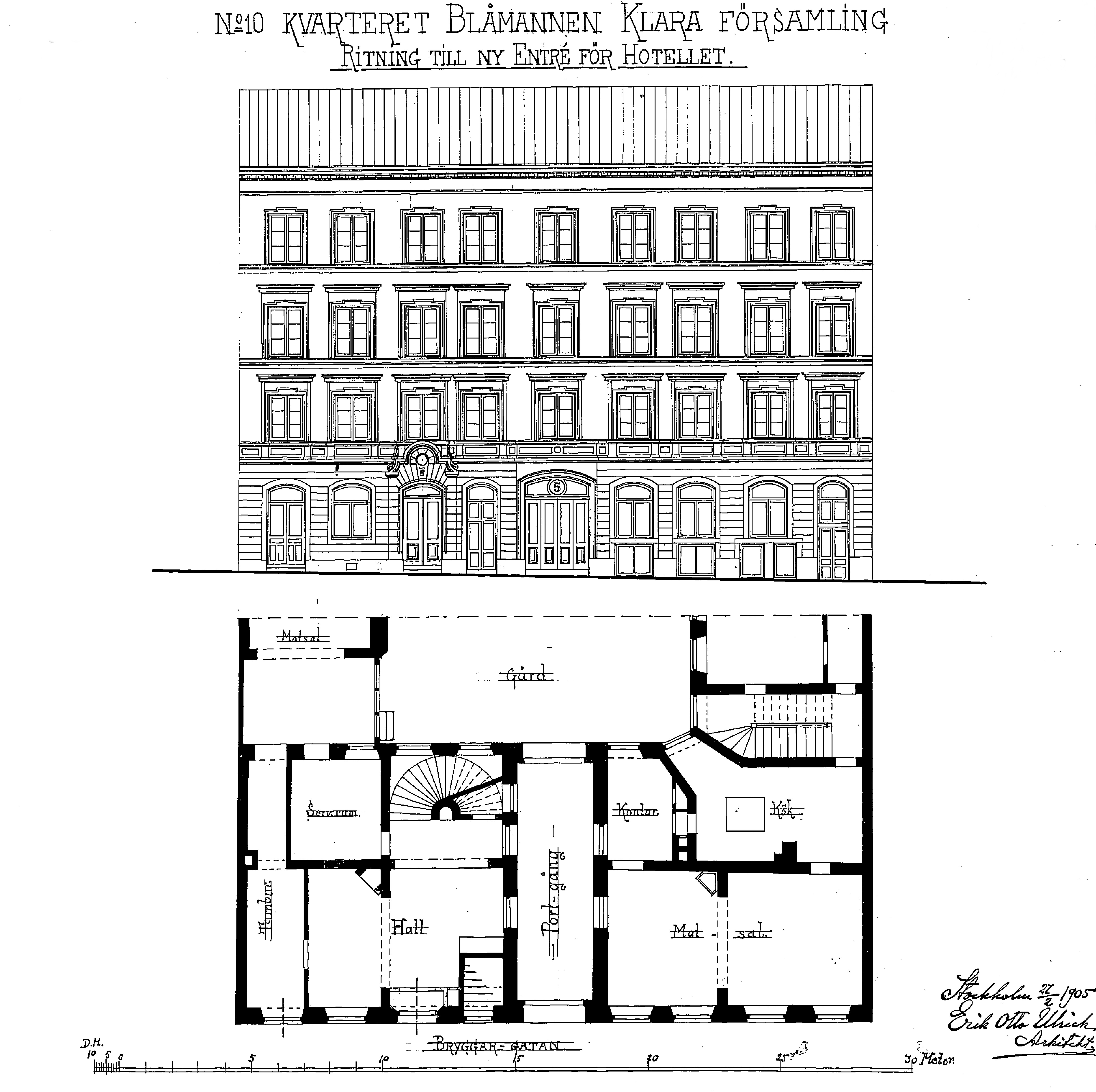
Ritning över entrén och fasaden 1905.

Fastigheten Blåmannen 10, vid dåvarande Bryggaregatan 5, ägdes efter 1902 av Templarorden som lät bygga sitt nya ordenshus på bakgården (invigd i december 1904) och samtidigt bygga om gathuset för sin egen verksamhet samt för uthyrning. För ritningarna stod arkitekt Erik Ulrich. 
Största hyresgäst blev Hotell Hellman, uppkallat efter dess ägare John F. Hellman. Han var delägare i firman Eva Hellmans & Co som drev en hushållsskola med matservering och konditori vid närbelägna Drottninggatan 68. Eva Hellman var även känt som författare av Illustrerad kokbok för enkla hushåll och finare kök som utkom 1898 och i en utökad upplaga 1903.
Hotell Hellman öppnade i januari 1904 och erbjöd till en början 50 hotellrum ”för resande c:a 5 min från Centralstationen” (senare 63 rum). Rummen låg dels i gathuset, dels i flyglar inåt gården. De var inredda i engelsk stil och försedda med elektrisk belysning. Hotellet hade centraluppvärmning och ”förstklassiga matsalar, bad-, läs- och rökrum”. I varje rum angavs priset och för belysning och betjäning togs ingen extra avgift. Längst in i bakgårdens sydvästra hörn låg Templarordens nya festsal där man hade filmvisningar (se Central-Biografen). Eftersom hyresvärden var en nykterhetsorganisation serverades ”ej starkare maltdrycker”.
John F. Hellman ägde hotellet till åtminstone 1908. År 1909 uppges i Stockholms adresskalender fröken Anna Augusta Johansson som ny ägare. Hon bodde själv i huset och drev hotellet till långt in på 1940-talet. År 1944 ansökte hon om tillstånd att få utskänka pilsnerdricka.
På 1950-talet ägdes Hellman av Josef Sigfrid Wåhlén (1881-1960) från Östervåla. Han var 1941-1944 vice församlingsföreståndare i Östervåla Missionsförsamling och drev på 1950-talet även nykterhetstidningen Blå Band som hade sin redaktion vid Mäster Samuelsgatan. Hotellrörelsen vid Bryggargatan 5 upphörde i slutet av 1960-talet när huset revs för att göra plats åt en tillbyggnad för Postgirot.

### Dan Anderssons död

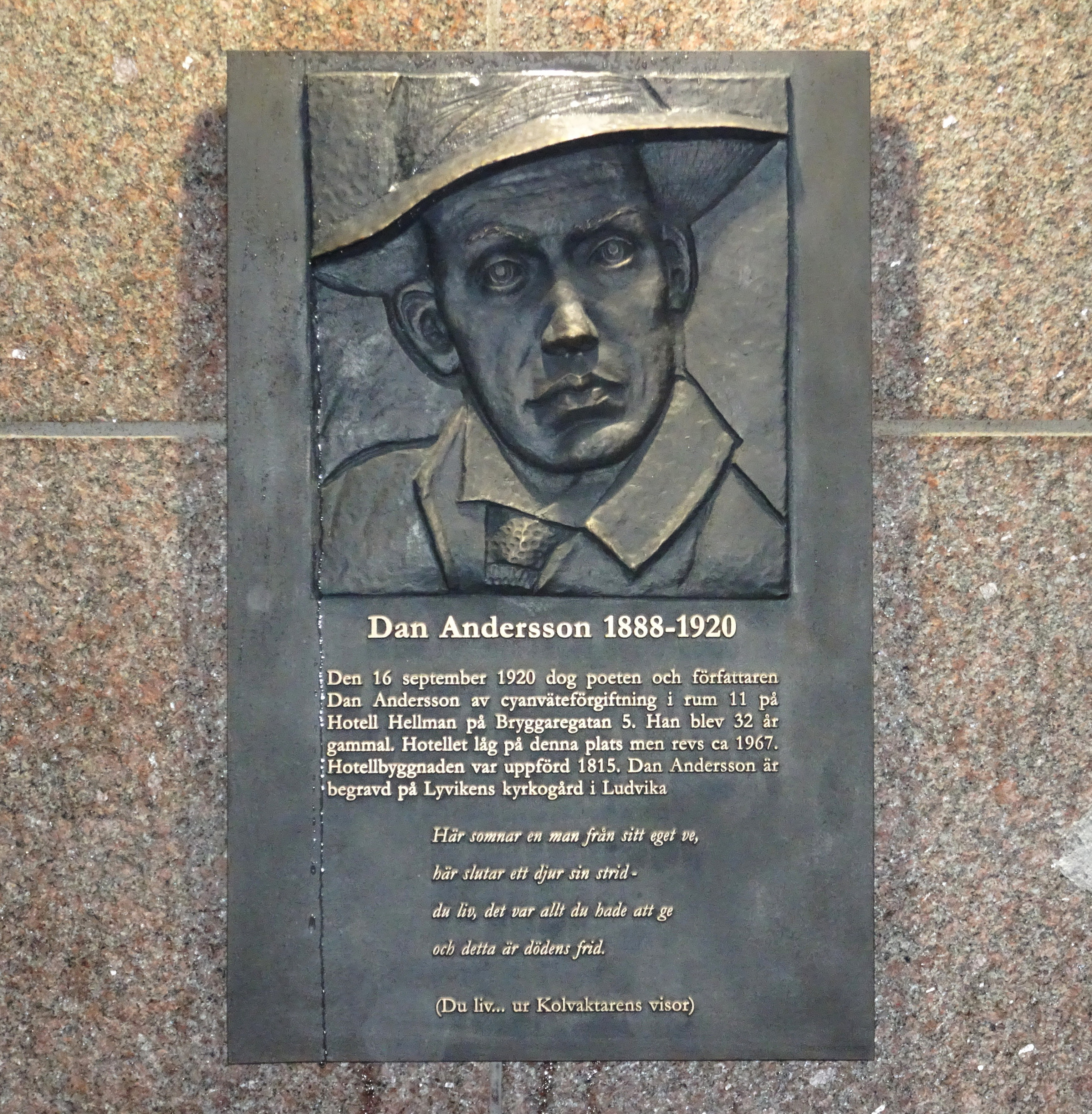
Dan Andersson minnesplakett, Bryggargatan 5, uppsatt till 100-årsdagen.

Skalden Dan Anderssons död inträffade natten till torsdagen den 16 september 1920 när hotellet ägdes av Anna Augusta Johansson. Andersson befann sig i Stockholm för att söka arbete på tidningen Social-Demokraten och hade på onsdagskvällen den 15 september tagit in på rum nummer 11 i första våningen. På kvällen var han ute med några vänner. De hamnade på bland annat Berns salonger innan man vände hemåt vid halv två på natten. När hotellpersonalen på eftermiddagen inte hört något från gästen bröt man upp dörren och fann Andersson livlös i sin säng. Han fördes till Sabbatsbergs sjukhus där man bara kunde konstatera att döden inträtt för länge sedan. 
En polisundersökning visade att hotellpersonalen hade beställt en desinficering med cyanväte för att få bort ohyra i sex rum. Desinfektionen utfördes på tisdagen den 14 september av firman Desinfektionsanstalten Cyan och dess chef Hedlund samt en av företagets medarbetare och pågick i cirka åtta timmar. Därefter öppnade man rummens fönster för en grundlig genomvädring. Vädringen pågick hela natten och långt in på onsdagen. Desinfektionsfirman lämnade även skriftliga och muntliga anvisningar om vad man bör göra innan rummen åter kunde hyras ut, exempelvis att sängkläderna skulle piskas ordentlig. Det skedde tydligen inte i rum 10 och 11, vilket hotellägaren Anna Johansson bestred. Hon menade att kuddar och täcken i alla rum tagits ut och piskats och att madrasserna hade legat i fönsteröppningen under hela vädringen.
Utöver Dan Andersson avled ytterligare en gäst, livförsäkringsinspektören Elliot Eriksson från Bollnäs, som tagit in på rum nummer 10. Vid Anderssons död var hans hustru Olga Andersson (1889−1948) gravid i fjärde månaden och födde i mars 1921 dottern Monica Andersson. Elliot Eriksson var 48 år gammal, gift och far till vuxna barn.  I den polisrapport som upprättades knappt två veckor senare, den 29 september 1920, redogjorde poliskommissarie Axel Jaensson för de omständigheter som kunde ha lett till Anderssons död. Några påföljder för hotellägaren blev det inte.

### Minnesplakett
På 100-årsdagen av Dan Anderssons död uppsattes en minnesplakett av Dan Andersson-Sällskapet på fasaden av byggnaden där Hotell Hellman en gång låg. Minnesplaketten skapades av skulptören Jonas Högström och visar en reliefporträtt av Andersson, en kort redogörelse om händelsen samt en dikt ur Kolvaktarens visor ”Du liv…”. 